# Elezioni presidenziali negli Stati Uniti d'America del 1960

Voti nel Collegio Elettorale: John F. Kennedy/Lyndon B. Johnson (303); Richard Nixon/Henry Cabot Logde, Jr. (219), Harry Flood Byrd (15).

Le elezioni presidenziali negli Stati Uniti d'America del 1960 si svolsero l'8 novembre. La sfida oppose il vicepresidente repubblicano uscente, il californiano Richard Nixon, e il senatore democratico del Massachusetts John Fitzgerald Kennedy. Fu il primo anno in cui presero parte alle elezioni l'Alaska e le Hawaii, e l'ultimo in cui non vi partecipò il distretto di Columbia, che con il XXIII emendamento poté partecipare alle elezioni presidenziali dal 1964.
Kennedy, primo presidente cattolico, vinse con uno dei margini di voti più stretti della storia delle elezioni statunitensi. Rimarrà in carica fino al 22 novembre 1963, giorno del suo assassinio a Dallas.

## Risultati
| Candidati            | Candidati                  | Partiti                           | Voti       | %     | Delegati |
| Presidente           | Vicepresidente             | Partiti                           | Voti       | %     | Delegati |
| -------------------- | -------------------------- | --------------------------------- | ---------- | ----- | -------- |
| John F. Kennedy (MA) | Lyndon B. Johnson (TX)     | Partito Democratico               | 34 220 984 | 49,72 | 303      |
| Richard Nixon (CA)   | Henry Cabot Lodge Jr. (MA) | Partito Repubblicano              | 34 108 157 | 49,55 | 219      |
| Eric Hass            | Georgia Cozzini            | Socialist Labor Party of America  | 47 525     | 0,07  | –        |
| Rutherford Decker    | E. Harold Munn             | Partito Proibizionista            | 46 203     | 0,07  | –        |
| Orval Faubus         | John Crommelin             | National States' Rights Party     | 44 984     | 0,07  | –        |
| Farrell Dobbs        | Myra Weiss                 | Partito Socialista dei Lavoratori | 40 175     | 0,06  | –        |
| Charles Sullivan     | Merritt Curtis             | Constitution Party                | 18 162     | 0,03  | –        |
| J. Bracken Lee       | Kent Courtney              | Conservative Party                | 8 708      | 0,01  | –        |
| C. Benton Coiner     | Edward Silverman           | Conservative Party                | 4 204      | 0,01  | –        |
| Lars Daly            | Merritt Curtis             | Tax Cut Party                     | 1 767      | 0,00  | –        |
| Clennon King         | Reginald Carter            | Indipendente                      | 1 485      | 0,00  | –        |
| Merritt Curtis       | B. N. Miller               | Constitution Party                | 1 401      | 0,00  | –        |
| Unpledged electors   | -                          | -                                 | 286 359    | 0,42  | 8        |
| Write-ins            | -                          | -                                 | 2 369      | 0,00  | –        |
| Totale               | Totale                     | Totale                            | 68 832 483 | 100   | 537      |

- Unpledged electors: in Louisiana (169.572 voti), Mississippi (116.248 voti e 8 elettori) e Michigan (539 voti).

| John F. Kennedy |  | 49,72% |
| Richard Nixon   |  | 49,55% |
| Altri           |  | 0,73%  |

     Kennedy (303)
     Nixon (219)
     Byrd (15)
- gli 8 unpledged electors eletti in Mississippi;
- 6 degli 11 delegati democratici eletti in Alabama (che votarono Strom Thurmond alla vicepresidenza);
- 1 degli 8 delegati repubblicani eletti in Oklahoma (che votò Barry Goldwater alla vicepresidenza).